# Мохаммед Ауфі
Садід ед-Дін Мохаммед бен Мохаммед Ауфі Бухараї, або Могаммад Ауфі (1172/1177—1233/1243) — перський історик, філолог з Бухари, автор найстарішої антології-тазкіре перських поетів «Любаб аль-альбаб» («Серцевина серцевин»).

Ця робота містить короткі відомості про поетів і є важливим джерелом для вивчення їх творчості. 1223 року Садід ед-Дін Ауфі переклав із арабської мови відомий твір ат-Танухі «Радість за складністю» («Аль-Фарадж бад аш-шідда»). У 1228 році він склав прозову збірку «Зібрання історій та світочі переказів» («Джавам аль-гекаят ва лавам ар-реваят»), в якому міститься понад 2 тис. коротких оповідань, головним чином історичного характеру.